# 则罗
则罗（?—?），公元1世纪的莎车国（今新疆维吾尔自治区莎车县）王子，龟兹（今新疆维吾尔自治区库车县）国王。莎车国王贤的儿子。
莎车王贤称霸西域，在公元46年（汉光武帝建武二十二年），攻打龟兹国，获得大胜，灭亡了龟兹，杀死了龟兹国王弘，莎车王贤立他的儿子则罗为龟兹王。贤以则罗年少，分龟兹为乌垒国，改妫塞王驷鞬为乌垒王，又再以莎车贵人为妫塞王。数年后，则罗为龟兹国人所杀。匈奴立龟兹贵族身毒为龟兹王。